# Bezovje pri Šentjurju
Bezovje pri Šentjurju – wieś w Słowenii, w gminie Šentjur. W 2018 roku liczyła 101 mieszkańców.